# Bryum sinense
Bryum sinense är en bladmossart som beskrevs av Mohamed 1979. Bryum sinense ingår i släktet bryummossor, och familjen Bryaceae. Inga underarter finns listade i Catalogue of Life.